# Cierre de exclusión mutua
En ciencias de la computación, los cierres de exclusión mutua, candados o mutex son un mecanismo de sincronización que limita el acceso a un recurso compartido por varios procesos o hilos en un ambiente de ejecución concurrente, permitiendo así la exclusión mutua.
Cuando un elemento es compartido por más de un hilo, pueden ocurrir condiciones de carrera si el mismo no es protegido adecuadamente. El mecanismo más simple para la protección es el cierre o cerrojo. 
En general cuando debe protegerse un conjunto de elementos, se le asocia un cerrojo. Cada proceso/hilo para tener acceso a un elemento del conjunto, deberá bloquear, con lo que se convierte en su dueño. Esa es la única forma de ganar acceso. Al terminar de usarlo, el dueño debe desbloquear, para permitir que otro proceso/hilo pueda tomarlo a su vez. Es posible que mientras un proceso/hilo esté accediendo a un recurso (siendo por lo tanto dueño del cerrojo), otro proceso/hilo intente acceder. Esta acción debe esperar hasta que el cerrojo se encuentre libre, para garantizar la exclusión mutua. El proceso/hilo solicitante queda entonces en espera o pasa a estado de bloqueo según el algoritmo implementado. Cuando el dueño del cerrojo lo desbloquea puede tomarlo alguno de los procesos/hilos que esperaban.
Este mecanismo se puede ver en un ejemplo de la vida real. Supongamos un baño público, donde solo puede entrar una persona a la vez. Una vez dentro, se emplea un cierre para evitar que entren otras personas. Si otra persona pretende usar el baño cuando está ocupado, deberá quedar esperando a que la persona que entró anteriormente termine. Si más personas llegaran, formarían una cola (del tipo FIFO) y esperarían su turno. En informática, el programador no debe asumir este tipo de comportamiento en la cola de espera.
El cerrojo, usado de esta manera, forma una sección crítica en cada proceso/hilo, desde que es tomado hasta que se libera. En el ejemplo del baño, dentro de la sección crítica se encuentran las funciones que se realizan generalmente dentro de este tipo de instalaciones sanitarias. Como garantizan la exclusión mutua, muchas veces se los denomina mutex (por mutual exclusion).
En general hay un número de restricciones sobre los cerrojos, aunque no son las mismas en todos los sistemas. Estas son:
- Sólo el dueño de un cerrojo puede desbloquearlo
- La readquisición de un cerrojo no está permitida

Algo muy importante es que todos los procesos/hilos deben utilizar el mismo protocolo para bloquear y desbloquear los cerrojos en el acceso a los recursos, ya que si mientras dos procesos/hilos utilizan el cerrojo de forma correcta, existe otro que simplemente accede a los datos protegidos, no se garantiza la exclusión mutua y pueden darse condiciones de carrera y errores en los resultados.

## Primitivas y uso
Las funciones de los cerrojos en general son tres: init(), lock() y unlock(). El cerrojo se inicializa con la función init(). Luego cada proceso/hilo debe llamar a la función lock() antes de acceder a los datos protegidos por el cierre. Al finalizar su sección crítica, el dueño del cerrojo debe desbloquearlo mediante la función unlock().

## Bloqueos en bases de datos
Los sistemas gestores de bases de datos suelen utilizar bloqueos para evitar problemas de concurrencia y, en ocasiones, garantizar la serializabilidad de las transacciones. Para hacerlo adecuadamente, los mecanismos de bloqueo suelen implementar protocolos como el bloqueo de dos fases y utilizar registros transaccionales (logs) como apoyo.
- Datos: Q1427251